# Ted Rowlands
Edward Rowlands, baron Rowlands (né le 23 janvier 1940) est un homme politique gallois, qui est député travailliste pendant plus de trente ans et ministre subalterne dans les années 1960 et 1970.

## Biographie
Il fréquente la Rhondda Grammar School et la Wirral Grammar School, puis le King's College de Londres où il obtient un BA en histoire en 1962.
Rowlands est élu pour la première fois aux Communes aux élections générales de 1966 en tant que député de Cardiff North, mais perd son siège aux élections de 1970. Il est élu pour représenter Merthyr Tydfil lors de l'élection partielle de 1972 déclenchée après la mort du député S. O. Davies. Rowlands est député de Merthyr Tydfil jusqu'à ce que les limites de la circonscription soient redessinées et renommées pour les élections générales de 1983, et il est réélu pour la nouvelle circonscription de Merthyr Tydfil et Rhymney. Il ne se représente pas aux élections générales de 2001.
Il est ministre subalterne dans les gouvernements de Harold Wilson, comme sous-secrétaire d'État parlementaire au Welsh Office de 1969 à 1970, puis de 1974 à 1975, lorsqu'il est nommé au ministère des Affaires étrangères et du Commonwealth. En 1976, sous James Callaghan, il est ministre d'État au ministère des Affaires étrangères jusqu'à ce que le parti travailliste soit battu aux élections générales de 1979.
Lors d'un débat sur la guerre des Malouines le 3 avril 1982, Rowlands révèle que les Britanniques lisaient le courrier diplomatique argentin. Rowlands est critiqué (mais pas poursuivi en vertu du privilège parlementaire) pour avoir révélé cette source de renseignement, car le résultat probable de sa divulgation est que les Argentins sécuriseraient leurs systèmes et que les renseignements se tariraient.
Il est nommé Commandeur de l'Ordre de l'Empire britannique (CBE) dans les honneurs d'anniversaire de 2002, et le 28 juin 2004 est créé pair à vie, comme baron Rowlands, de Merthyr Tydfil et de Rhymney dans le comté de Mid-Glamorgan. À la Chambre des lords, depuis juillet 2019, il est membre du sous-comité de la justice de l'UE et du comité des pouvoirs délégués et de la réforme de la réglementation.
Lord Rowlands siège à la Commission Richard qui rend compte le 31 mars 2004 de la question de savoir si l'Assemblée nationale du Pays de Galles devrait avoir des pouvoirs législatifs supplémentaires.